# مزوهک
مزوهک (به مجاری:  Mezőhék) یک منطقهٔ مسکونی در مجارستان است که در ناحیه مزوتور واقع شده‌است. مزوهک ۸۹٫۸۲ کیلومتر مربع مساحت و ۳۵۵ نفر جمعیت دارد.